# Dimitris Rallis
Dimitris Rallis (in greco Δημήτρης Ράλλης?, Dīmītrīs Rallīs; Zwolle, 26 marzo 2005) è un calciatore greco con cittadinanza olandese, attaccante del Jagiellonia.

## Carriera

### Club
Rallis è cresciuto nel settore giovanile dell'Heerenveen, con cui ha firmato il primo contratto professionistico il 25 maggio 2022. Ha debuttato in prima squadra l'11 agosto 2024 nell'incontro di Eredivisie perso 1-0 contro l'Ajax ed ha segnato il suo primo gol il 27 settembre contro l'Heracles Almelo.

### Nazionale
Ha giocato nella nazionale greca Under-21.

## Statistiche

### Presenze e reti nei club
Statistiche aggiornate al 5 ottobre 2024.
| Stagione        | Squadra         | Campionato      | Campionato | Campionato | Coppe nazionali | Coppe nazionali | Coppe nazionali | Coppe continentali | Coppe continentali | Coppe continentali | Altre coppe | Altre coppe | Altre coppe | Totale | Totale | Totale |
| Stagione        | Squadra         | Comp            | Pres       | Reti       | Comp            | Pres            | Reti            | Comp               | Pres               | Reti               | Comp        | Pres        | Reti        | Pres   | Reti   |        |
| --------------- | --------------- | --------------- | ---------- | ---------- | --------------- | --------------- | --------------- | ------------------ | ------------------ | ------------------ | ----------- | ----------- | ----------- | ------ | ------ | ------ |
| 2024-2025       | Heerenveen      | ED              | 5          | 2          | CO              | 0               | 0               | -                  | -                  | -                  | -           | -           | -           | 5      | 2      |        |
| Totale carriera | Totale carriera | Totale carriera | 5          | 2          |                 | 0               | 0               |                    | -                  | -                  |             | -           | -           | 5      | 2      |        |